# 9898 Yoshiro
9898 Yoshiro eller 1996 DF är en asteroid i huvudbältet som upptäcktes den 18 februari 1996 av den japanska astronomen Takao Kobayashi vid Ōizumi-observatoriet. Den är uppkallad efter Yoshiro Yamada.
Asteroiden har en diameter på ungefär 5 kilometer.